# Падеринское
Падеринское — село администравный центр Падеринского сельсовета Кетовского района Курганской области.
Село находиться на берегу реки Нижний Утяк, рядом протекает река Тобол. Автобусное сообщение.

## История
В деревне находится разрушенная церковь Вознесения Господня (год постройки деревянная 1759, каменная 1847 год).
В 1920 году в селе открыта детская коммуна.
В 1923 появился совхоз коммуна им. «Сталина».
В 1957 г. был организован укрупненный колхоз «Заветы Ильича».

## Население
| 1989 | 2002 | 2010 |
| ---- | ---- | ---- |
| 809  | ↗858 | ↗903 |

В селе родился в 1907 году Александр Яковлевич Киселёв, Герой Советского Союза, генерал-майор.

## Инфраструктура
- Падеринская средняя общеобразовательная школа им. героя Советского Союза Киселёва А.Я.
- Падеринский детский сад
- Падеринский сельский Дом культуры
- Падеринская сельская библиотека